# Pterocallis albidus
Pterocallis albidus är en insektsart som beskrevs av Carl Julius Bernhard Börner 1940. I den svenska databasen Dyntaxa används istället namnet Pterocallis albida. Enligt Catalogue of Life ingår Pterocallis albidus i släktet Pterocallis och familjen långrörsbladlöss, men enligt Dyntaxa är tillhörigheten istället släktet Pterocallis och familjen borstbladlöss. Arten är reproducerande i Sverige. Inga underarter finns listade i Catalogue of Life.